# Häme

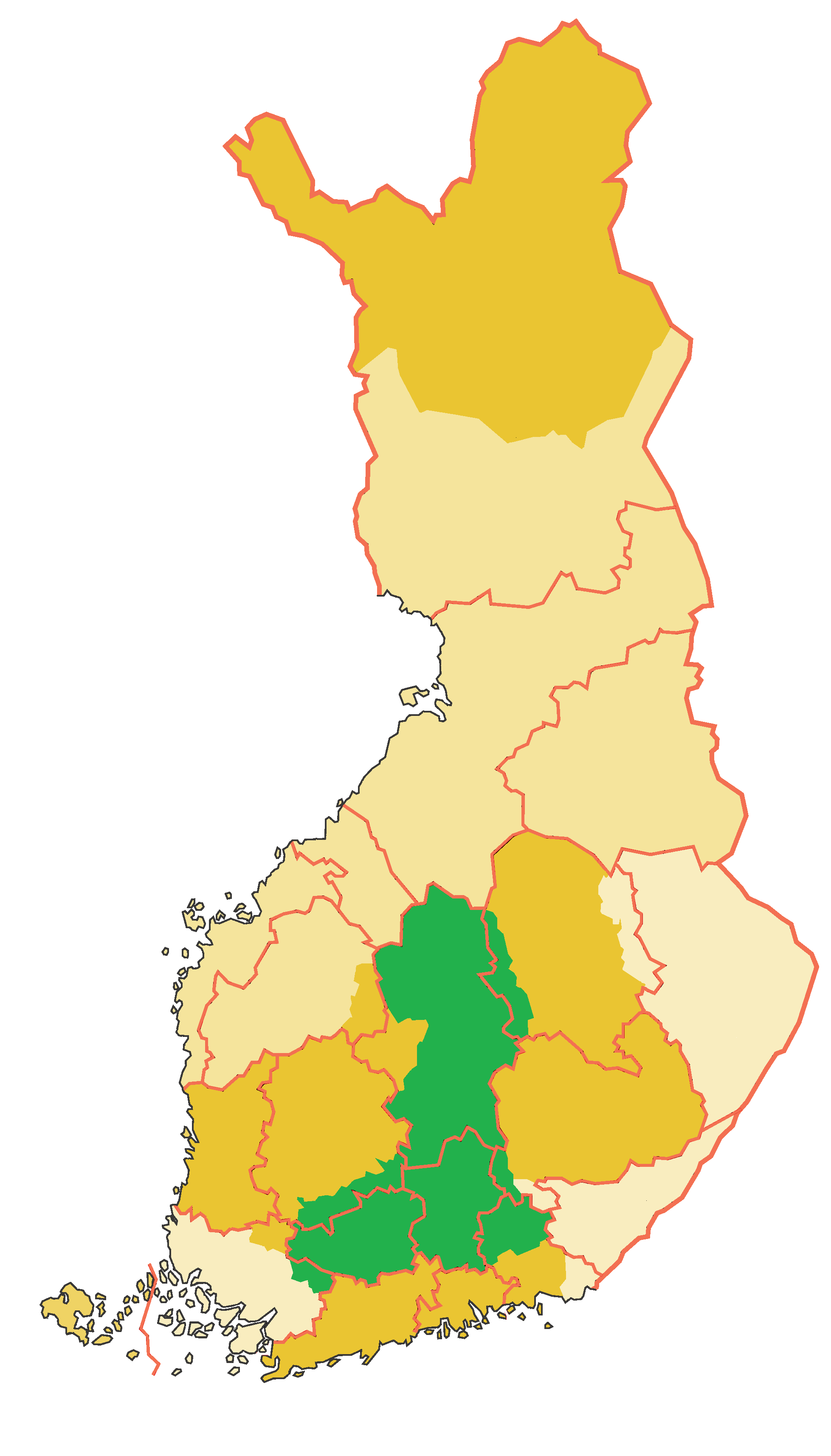
La provincia storica dell'Häme (in verde) nella Finlandia con i confini di regione attuali (in rosso).

Häme (in finlandese) o Tavastland (in svedese, Tavastia in latino, Emi o Yemi in russo), è una provincia storica della Finlandia.
La provincia si estendeva nell'area oggigiorno composta dalle regioni del Kanta-Häme, Päijät-Häme, gran parte della Finlandia centrale, la parte settentrionale del Kymenlaakso, quella meridionale del Pirkanmaa, quella occidentale del Savo settentrionale, quella sud-occidentale del Savo meridionale, e la città di Somero nel Varsinais-Suomi.

Stemma dell'Häme.

Il governatore svedese risiedeva nel castello di Häme a Hämeenlinna.